# Jürgen Moltmann
 (novembre 2015).
Si vous disposez d'ouvrages ou d'articles de référence ou si vous connaissez des sites web de qualité traitant du thème abordé ici, merci de compléter l'article en donnant les références utiles à sa vérifiabilité et en les liant à la section « Notes et références ».
Jürgen Moltmann, né le 8 avril 1926 à Hambourg et mort le 3 juin 2024 à Tübingen (Bade-Wurtemberg), est l’un des plus importants théologiens réformés allemands du XXe siècle.

## Biographie

### Jeunesse
Jürgen Moltmann est né en 1926 à Hambourg en Allemagne et a été élevé dans un milieu d’origine protestante mais peu religieux. Sa famille pratiquait un humanisme intellectuel et non politique plutôt qu’une religion de convictions. Son grand-père était un grand maître de la franc-maçonnerie et critiquait fortement la religion. Sa famille était influencée par l’idéalisme allemand dans la lignée de Schiller, Hölderlin et Goethe.
À seize ans, Jürgen Moltmann idolâtre Albert Einstein, et pense s’orienter vers des études de mathématiques à l'université. La physique de la théorie de la relativité est pour lui un « secret fascinant du savoir »[réf. nécessaire]. La théologie n’a encore joué aucun rôle dans sa vie.

### Seconde Guerre mondiale
À quatorze ans, comme tous les adolescents de son âge, Jürgen Moltmann doit rejoindre les Jeunesses hitlériennes, mais sans conviction. Il ne peut terminer ses études au lycée car il est enrôlé, en 1943, comme auxiliaire dans la défense anti-aérienne de l'armée allemande. Pendant la période de la guerre, il lit le Faust et des poèmes de Goethe ainsi que les œuvres de Nietzsche.
En février 1945, lors de combats à la frontière de la Hollande, il est fait prisonnier de guerre puis est déplacé de camp en camp les années suivantes (1945-1948).

### Théologie dans les camps
Jürgen Moltmann est d’abord envoyé dans un camp en Belgique. Lui et ses codétenus y sont tourmentés par les souvenirs et les remords de ce que leur pays avait fait (Jürgen Moltmann a affirmé avoir perdu tout espoir et la confiance dans la culture allemande en raison d’Auschwitz et de Buchenwald). Jürgen Moltmann rencontre dans ce camp un groupe de chrétiens, et y reçoit un petit exemplaire du Nouveau Testament et du livre des psaumes par un aumônier américain. Peu à peu, il se rapproche de la foi chrétienne. Jürgen Moltmann dira : « Je n'ai pas trouvé le Christ, il m'a trouvé. » 
Il est ensuite transféré au camp de prisonniers de guerre de Kilmarnock en Écosse, où il travaille avec d'autres Allemands à la reconstruction des zones endommagées par les bombardements. L'hospitalité des habitants écossais envers les prisonniers lui laisse une profonde impression.
En juillet 1946, il est transféré, pour la dernière fois, au camp de Norton, une prison britannique située près de Nottingham. Le camp est organisé par le YMCA et Moltmann y rencontre de nombreux étudiants en théologie. Il y découvre le livre de Reinhold Niebuhr Nature et Destin de l'Homme – c'est le premier ouvrage de théologie qu'il lit, et sa vie en sera profondément marquée.

### Retour à la maison
Jürgen Moltmann revient chez lui à 22 ans en 1948. Il trouve sa ville natale de Hambourg et l'ensemble de son pays en ruine, après les bombardements alliés de la Seconde Guerre mondiale.
Jürgen Moltmann s'attèle immédiatement à tenter de décrire une théologie qui atteindrait ceux qu'il a appelés lui-même « les survivants de sa génération ». Moltmann a espoir que l'exemple de l’« Église confessante », opposée au nazisme pendant la guerre, se traduirait dans de nouvelles structures ecclésiastiques. Lui et beaucoup d'autres sont déçus de voir, au contraire, une reconstruction sur les modèles d'avant-guerre, dans une tentative culturelle d'oublier totalement cette période mortifère.
Jürgen Moltmann part étudier à l'université de Göttingen, dont les professeurs étaient disciples de Karl Barth et engagés du côté de l’Église confessante. Il lit Kierkegaard, étudie  la théologie de la Croix du jeune Luther et la théologie dialectique, découvre la théologie biblique dans le sillage des Gerhard von Rad et Ernst Käsemann. Il présentera sa thèse en 1952 sur « Prédestination et histoire du salut chez Moïse Amyraut » (Prädestination und Heilsgeschichte bei Moyse Amyraut). La même année, il épouse Elisabeth Wendel qui est elle-même théologienne et avec qui il a quatre filles, Susanne von Branmuehl, Anne-Ruth Moltmann-Willisch, Esther Moltmann, et Friederike Moltmann.
Il devient pasteur de 1953 à 1958, près de Brême, et commence une carrière de professeur en 1958, à Wuppertal. Il sera nommé à Bonn en 1963, puis à Tübingen en 1967.
Parmi les penseurs qui l'influenceront, Jürgen Moltmann citera le théologien britannique Studdert Kennedy, le philosophe marxiste Ernst Bloch ainsi que Johann et Christoph Blumhardt.

### Reconnaissance internationale
Sa Théologie de l'espérance, notamment inspirée par l’œuvre d'Ernst Bloch, paraît en 1964 et va faire connaître Jürgen Moltmann sur la scène théologique internationale. Avec Karl Barth, il exerça une influence « souterraine » sur toute la théologie de la libération, influençant notamment le Brésilien Rubem Alves.
En 1967, il est nommé à la chaire de théologie systématique de l’université de Tübingen, poste qu'il l’occupera jusqu’à sa retraite en 1995.

## Pensée
Jürgen Moltmann se fait surtout connaître par sa trilogie Théologie de l'espérance (1964), Le Dieu crucifié (1972), L'Église dans la force de l'Esprit (1975).
1. La Théologie de l'espérance été fortement influencée par l’orientation eschatologique du philosophe marxiste Ernst Bloch dans son livre Le Principe espérance. Cette première phase a été comparée à la théologie de la libération de la même époque, mais Moltmann a eu une approche plus systématique de la théologie. Certains l'accusent d'être marxiste. Mais il conteste cette accusation, estimant que l'espérance de Bloch n'était qu'une reprise séculière de l'espérance chrétienne.
2. Jurgen Moltmann garde le souvenir des désastres provoqués par l'Allemagne à travers l'abomination nazie. Comme de nombreux autres penseurs chrétiens et juifs de l'époque, il conteste l'idée scolastique de l'impassibilité de Dieu et insiste sur la dimension pascale de la foi chrétienne. Ses livres Le Dieu crucifié et L'Église dans la force de l'Esprit, qui explorent les implications de ces découvertes pour l'Église dans sa propre vie et dans le monde, marquent cette seconde étape.
3. Dans les années 1980, l'option théologique est à la fois plus systématique et plus écologique. Un autre de ses livres, Dieu dans la création. Traité écologique de la création reçoit un écho important et singulier. Il est le premier vrai ouvrage chrétien sur l'écologie.

Jurgen Moltmann insiste sur l'espérance chrétienne et la solidarité du « Dieu crucifié » avec les hommes et son travail théologique veut penser et dire la foi chrétienne d'une manière adaptée au monde moderne. Son œuvre aborde tous les aspects de la théologie, notamment la théologie trinitaire, l'interprétation de la Croix et de la résurrection du Christ, l'eschatologie et le problème du mal, le messianisme et la théologie politique.
Il écrit, avec son épouse la théologienne Elisabeth Moltmann, un ouvrage Dieu homme et femme qui rappelle le rôle des femmes dans l'église initiale et met en évidence les représentations de Dieu qui éclipsent certains traits féminins.

## Publications
- Théologie de l’espérance, Études sur les fondements et les conséquences d’une eschatologie chrétienne, coll. Cogitatio fidei no 50, Paris, Cerf, 1970, 420 p. (Theologie der Hoffnung, Untersuchungen zu Begründung und zu den Konzequenzen einer christlichen Eschatologie, München, Chr.Kaiser, 1964).
- Le Seigneur de la danse, Essai sur la joie d’être libre, coll. Foi Vivante no 177, Paris, Cerf/Mame, 1972, (1977, 2e éd.), 142 p. (Die ersten Freigelassenen der Schöpfung, Versuche über die Freude an der Freiheit und das Wohlgefallen am Spiel, München, Chr. Kaiser, 1971)[6].
- Le Dieu crucifié, La croix du Christ, fondement et critique de la théologie chrétienne, coll. Cogitatio fidei no 80, Paris, Cerf, 1974, 387 p. (Der gekreuzigte Gott, Das Kreuz Christi als Grund und Kritik christlicher Theologie, München, Chr. Kaiser, 1972)
- L’Église dans la force de l’Esprit, Une contribution à l’ecclésiologie moderne, coll. Cogitatio fidei no 102, Paris, Cerf, 1980, 469 p. (Kirche in der Kraft des Geistes, Ein Beitrag zur messiannischen Ekklesiologie, München, Chr. Kaiser, 1975).
- Trinité et Royaume de Dieu, Contributions au traité de Dieu, coll. Cogitatio fidei no 123, Paris, Cerf, 1984, 285 p. (Trinität und Reich Gottes, Zur Gotteslehre, München, Chr. Kaiser, 1980).
- Dieu dans la création, Traité écologique de la création, coll. Cogitatio fidei no 146, Paris, Cerf, 1988, 419 p. (Gott in der Schöpfung, Ökologische Schöpfungslehre, München, Chr. Kaiser, 1985).
- Jésus, le Messie de Dieu, coll. Cogitatio fidei no 171, Paris, Cerf, 1993, 475 p. (Der Weg Jesus Christi, Christologie in messianischen Dimensionen, München, Chr. Kaiser, 1989).
- L'Esprit qui donne la vie. Une pneumatologie intégrale suivi de « Mon itinéraire théologique », Paris, Cerf, collection Cogitatio Fidei no 212, 1999. (Der Geist des Lebens, Eine ganzheitliche Pneumatologie, Chr. Kaiser / Gütersloher Verlag, 1991).
- La venue de Dieu. Eschatologie chrétienne, Paris, Cerf, collection Cogitatio Fidei no 220, 2000, 412 p. (Das Kommen Gottes, Christliche Eschatologie, Güttersloh, Chr. Kaiser / Gütersloher Verlagshaus, 1995)
- Le Rire de l'univers, Traité de christianisme écologique, Paris, Cerf, 2004  (Florilège)
- De commencements en recommencements : une dynamique d'espérance, Paris, éditions Empreinte temps présent, 2012